# Samuel von Brukenthal
Báró Samuel von Brukenthal (Újegyház, 1721. július 26. – Nagyszeben, 1803. április 9.) Erdély kormányzója. Ő volt az egyetlen erdélyi szász, aki ezt a tisztséget viselte.
Egykori otthona, egy nagyszebeni palota ad otthont a Brukenthal Nemzeti Múzeumnak. 

## Életpályája

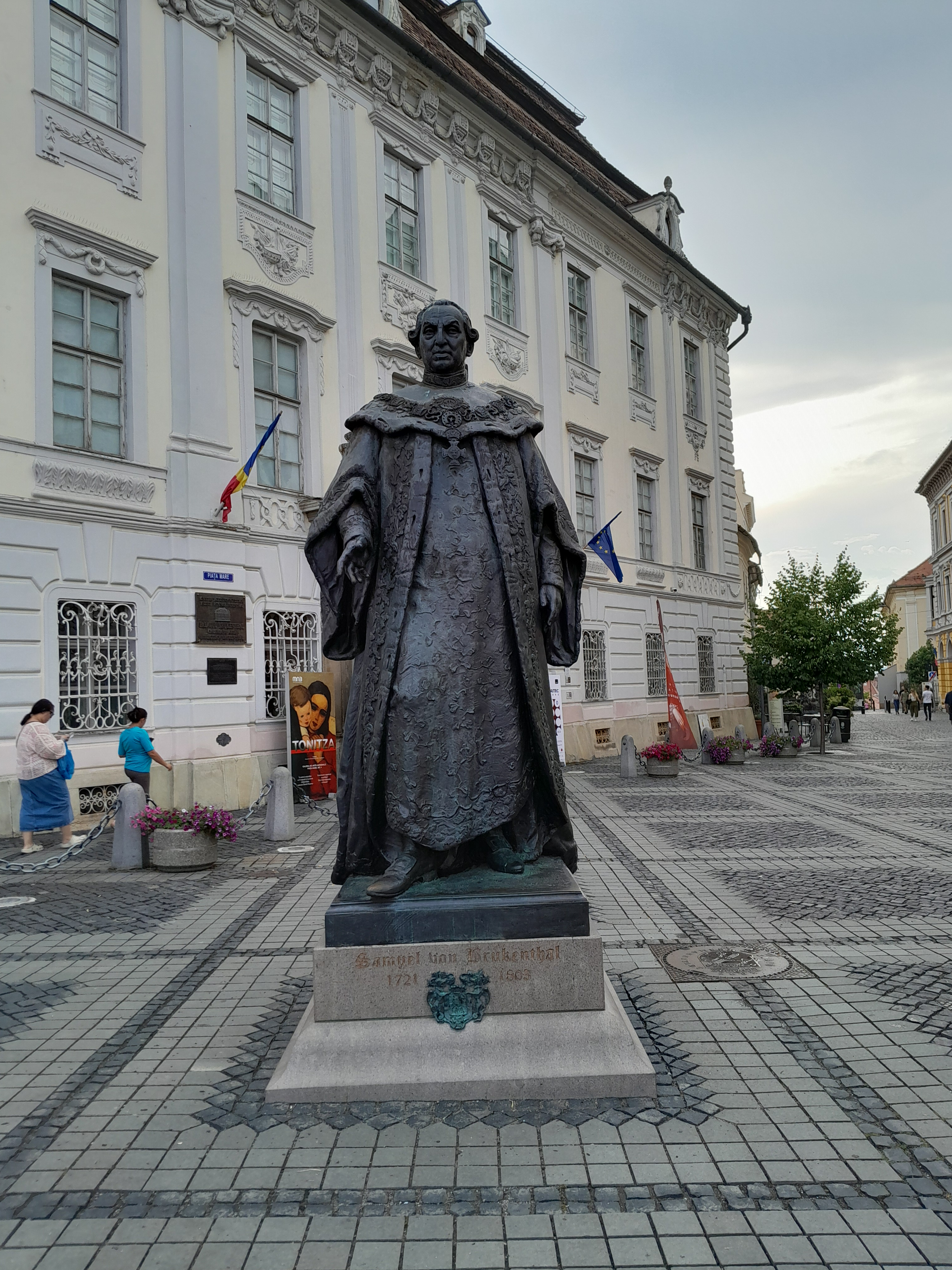
Emlékmű Nagyszebenben

Édesapja, Michael Breckner királybíró volt és magyar nemességet kapott Brukenthal előnévvel. Brukenthal a humaniórákat és a bölcseletet Nagyszebenben végezte, a hazai törvényt Marosvásárhelyen tanulta. Az erdélyi királyi guberniumnál 1741. február 9-én lépett hivatalba. 1743-ban a hallei, 1744-ben a téli félévre a jénai egyetemre ment, ahol jogtudományt tanult.
1745. augusztus 25-étől Nagyszebenben törvényszéki titkársegéd, 1749. december 29-étől első titkár, 1751. április 6-ától aljegyző lett. 1760. február 3-án Mária Terézia királynő címzetes guberniális tanácsossá nevezte ki s mint a szászok küldötte Bécsben maradt. 1761. november 27-én a nagyszebeni szász univerzitás királybíróvá és a szászok grófjává választotta. 1766. január 16-ától az Erdélyi Udvari Kancellária elnöke, 1768. január 28-ától belső titkos tanácsos, 1773-ban a szent István-rend commandeurje, 1774. július 5-étől a gubernium elnöke, 1777. július 26-ától Erdély kormányzója lett. Karrierje annál is figyelemreméltóbb, mivel nem tért át katolikus hitre, mint mások tették előmenetelük érdekében ebben a korban. Kormányzóként adó-, igazságügyi- és úrbéri reformot vitt véghez, melynek célja az volt, hogy az erdélyi viszonyokat a monarchiabeliekhez közelítse.
Mária Terézia uralkodása alatt Brukenthalnak sikerült nagyrészt megőriznie az erdélyi szászok privilégiumait, amelyek az osztrák kormányzat és a magyar nemesség támadásainak voltak kitéve. II. József azonban hatályon kívül helyezte a középkori önkormányzatot és privilégiumokat, hogy megvalósíthassa a felvilágosult, központosított monarchia eszméjét. Mivel Brukenthal 1787-ben szembehelyezkedett az uralkodó reformterveivel, II. József felmentette tisztségéből, így élete végét kegyvesztetten töltötte, és nyugdíját is megkurtították.
Brukenthal gazdasági értelemben nagyon sikeres volt; miután Nagyszeben egyik leggazdagabb családjából nősült, az apósától örökölt vagyont jelentősen gyarapította. A Nagyszeben falain kívül álló birtokot vásárlásokkal növelte és mintagazdasággá tette. Az ő birtokain az elsők között termesztettek burgonyát és lóherét, és különös figyelmet szentelt a zöldség- és gyümölcstermesztésnek. Melegházakban ananászt, narancsot, citromot és egzotikus virágokat termesztett. Feleken kastélyt építtetett nyári rezidencia céljára. Nagyszebenben 1778-1788 között impozáns barokk palotát építtetett, amely ma is egyike a város legreprezentatívabb épületeinek.
Amíg Bécsben élt, az uralkodó és a bécsi udvari nemesség példájára ő is szenvedélyes műgyűjtővé vált. A gyűjteményében festmények, metszetek, könyvek, érmék, és később ásványok kaptak helyet, amelyeknek a beszerzésénél művészektől és bizományos kereskedőktől kért tanácsot. Kormányzóvá kinevezésekor Brukenthal ládákban Nagyszebenbe szállíttatta a gyűjteményt. Mivel egyedüli lánya negyedik életévében elhunyt, Brukenthal úgy rendelkezett, hogy gyűjteményét a palotájában tegyék hozzáférhetővé a nyilvánosság számára, és a fenntartásra és gyarapításra tekintélyes összeget hagyott. A Brukenthal család kihalása esetére egyedüli örökösévé a nagyszebeni evangélikus gimnáziumot tette meg.
Kézirati munkáit elősorolja Joseph Trausch ezek közül az egyiket (Synopsis systematica articulorum dietalium Transilvaniae inde a saeculo XVI. usque XVIII.) a Magyar Nemzeti Múzeum kézirattárában őrzik.
Két levelét, melyeket 1784. november 18-án és 23-án a Hora-lázadásról írt, a Tört. Lapok (III. 1876. 8. sz.) közli.